# Telmatoscopus vaillanti
Telmatoscopus vaillanti är en tvåvingeart som beskrevs av Phil Withers 1986. Telmatoscopus vaillanti ingår i släktet Telmatoscopus och familjen fjärilsmyggor. Inga underarter finns listade i Catalogue of Life.